# Dům kanovníka Greguška
Dům kanovníka Greguška, Kanónie (u Corgoňa) nebo i Kluchův palác je palácová stavba v nitranském Horním městě. Rohová budova stojí na zkoseném nároží Samovy, Východní ulice a Pribinova náměstí, úřední adresa je Samova 16.

## Historie
Klasicistní palácová stavba byla postavena v letech 1818–1821 na podnět biskupa Josefa Kluchy. Byla určena pro kanovníky (i pro kanovníka Štěpána Greguška, odtud i název Dům kanovníka Gregušky, který ale není správný, správný název je kanónie (u Corgoňa), resp. Kluchův palác. V pozdějším období ji zčásti empírově přestavěli. Je to jednopatrový objekt, má půdorys obdélníkového tvaru a ve dvoře přístavbu do pravého úhlu. Vstupní brána je kopií dnes již neexistující brány zoborského kláštera. Nad vstupní branou je umístěn dekorační motiv erbu, který nesou dva andělé. Autorem původního erbu je Vavřinec Dunajský z Ľubietová, nynější reliéf zhotovil akad. sochař Julius Bartfay.

## Socha Atlanta (Corgoň)

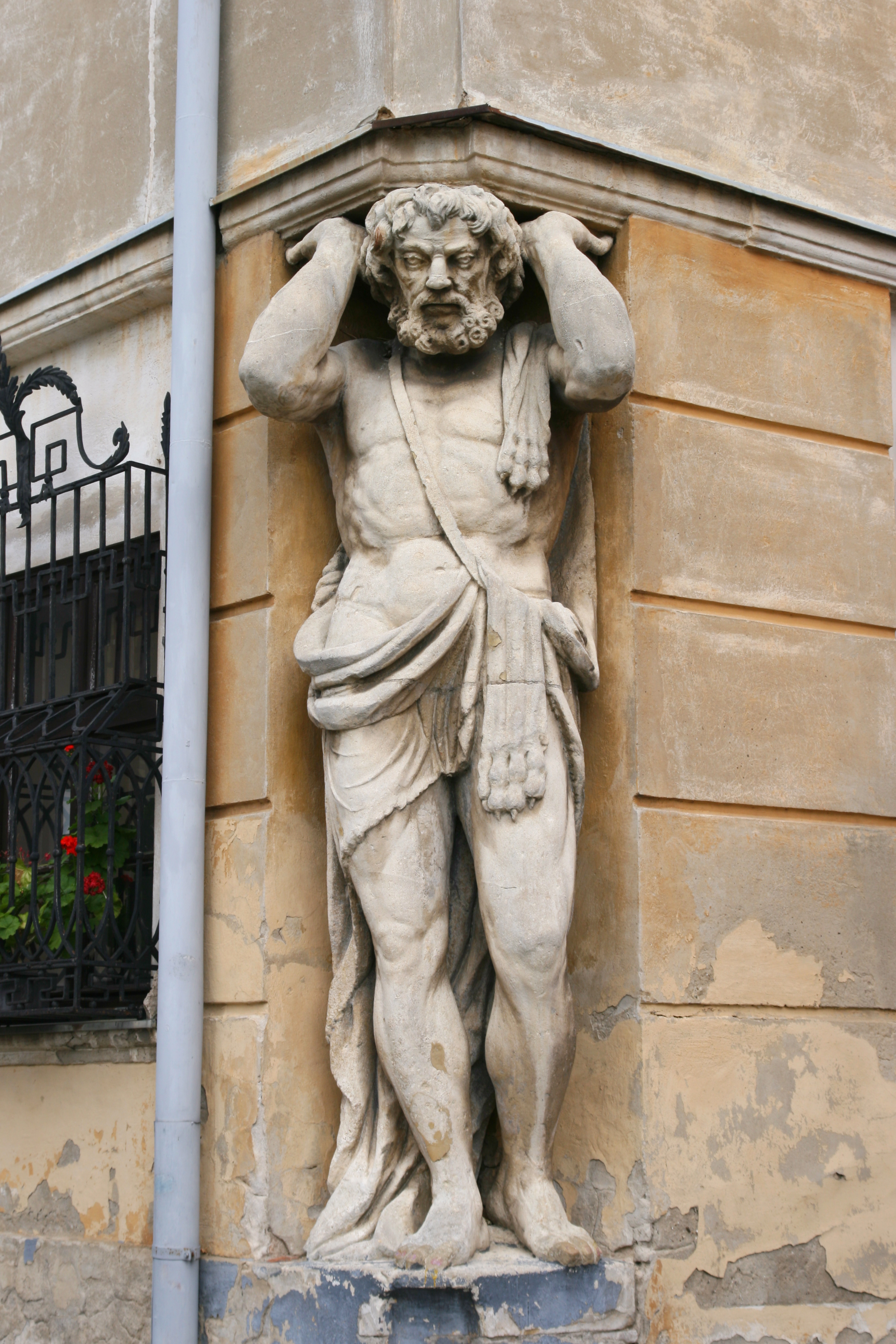
Socha Corgoně

Na budově poutá pozornost monumentální kamenná socha Atlanta, nesoucího roh prvního patra. Autorem sochy je Vavřinec Dunajský, socha byla vyhotovena v roce 1820. Socha je známá pod lidovým označením Corgoň. Toto jméno z prostředí nitranského folklóru je spojeno s legendární postavou nitranského kováře, který byl pro svou obrovskou sílu postrachem Turků. Legenda říká, že svými mocnýma rukama házel velké balvany přímo na řítící se Turky.

## Současnost
Socha Corgoně je oblíbeným místem, protože dokáže plnit přání – i proto má Corgoň takové lesklé, vyhlazené palce, protože právě pohlazením jeho nohy se podaří zkouška nebo se dívka šťastně vdá.